# Kaucja aktoryczna
Kaucja aktoryczna – w międzynarodowym postępowaniu cywilnym oznacza sumę pieniężną jaką powód, który nie ma miejsca zamieszkania lub zwykłego pobytu albo siedziby w Rzeczypospolitej Polskiej lub w innym państwie członkowskim Unii Europejskiej, zobowiązany jest złożyć do sądu na żądanie pozwanego. W przypadku przegranej kwota ta stanowi rekompensatę dla pozwanego z tytułu poniesionych przez niego kosztów procesu.
W polskim procesie cywilnym nie można żądać kaucji aktorycznej od powoda w sytuacji:
1. gdy ma w Rzeczypospolitej Polskiej majątek wystarczający na zapłatę kosztów;
2. gdy przysługuje mu lub uzyskał zwolnienie od kosztów sądowych;
3. w sprawach małżeńskich niemajątkowych, w sprawach z powództwa wzajemnego oraz w postępowaniu nakazowym, upominawczym i uproszczonym;
4. w sprawach, które strony zgodnie poddały jurysdykcji sądów polskich;
5. gdy orzeczenie sądu polskiego zasądzające koszty procesu od powoda na rzecz pozwanego byłoby wykonalne w państwie, w którym powód ma miejsce zamieszkania lub zwykłego pobytu albo siedzibę.